# Distretto di Coimbra
Il distretto di Coimbra è un distretto del Portogallo continentale, appartenente per la maggior parte alla provincia tradizionale della Beira Litorale (Beira Litoral), anche se alcuni comuni della parte orientale si dividono tra la Beira Alta e la Beira Bassa (Beira Baixa). Confina con i distretti di Aveiro e Viseu a nord, di Guarda e Castelo Branco a est, di Leiria a sud e con l'Oceano Atlantico a ovest. La superficie è di 3.947 km² (12º maggior distretto portoghese), la popolazione residente (2001) è di 441.245 abitanti. Capoluogo del distretto è Coimbra.

## Geografia antropica

### Suddivisioni amministrative
Il distretto di Coimbra è diviso in 17 comuni:
- Arganil
- Cantanhede
- Coimbra
- Condeixa-a-Nova
- Figueira da Foz
- Góis
- Lousã
- Mira
- Miranda do Corvo
- Montemor-o-Velho
- Oliveira do Hospital
- Pampilhosa da Serra
- Penacova
- Penela
- Soure
- Tábua
- Vila Nova de Poiares

Nell'attuale divisione principale del paese, il distretto fa interamente parte della regione Centro ed è diviso in due subregioni, una delle quali comprende anche comuni del distretto di Leiria: il Basso Mondego (Baixo Mondego) e il Pinhal Interno Nord (Pinhal Interior Norte). In sintesi:
- Regione Centro
  - Basso Mondego
    - Cantanhede
    - Coimbra
    - Condeixa-a-Nova
    - Figueira da Foz
    - Mira
    - Montemor-o-Velho
    - Penacova
    - Soure

  - Pinhal Interno Nord
    - Arganil
    - Góis
    - Lousã
    - Miranda do Corvo
    - Oliveira do Hospital
    - Pampilhosa da Serra
    - Penela
    - Tábua
    - Vila Nova de Poiares

## Geografia fisica
La principale caratteristica geografica del distretto di Coimbra è la valle del fiume Mondego, che domina il paesaggio in tutta la parte occidentale del distretto e costituisce, insieme alle valli dei suoi due affluenti Alva e Ceira, le principali caratteristiche della zona orientale. Il distretto si divide principalmente in due zone:
- a ovest si estende una pianura costiera attraversata, a sud, dal basso corso del Mondego. Questa zona prolunga la pianura costiera del distretto di Aveiro ed ha il punto più alto (non molto più di 200 m) nel Capo Mondego, vicino a Figueira da Foz.
- A oriente, al contrario, si entra nelle montagne. Nella parte nord-orientale, il rilievo non è molto pronunciato, con la Serra do Buçaco che raggiunge appena 549 m s.l.m. A sud-est domina il sistema montagnoso dell'Estrela, con la Serra da Lousã che sale fino a 1.205 m s.l.m., e la Serra do Açor fino a 1.418 m. Il distretto termina con il versante occidentale della Serra da Estrela, a poco più di 10 km dal punto più alto del Portogallo continentale.

Come già visto, il Mondego domina l'idrografia, scorrendo da nord-est a sud-ovest nell'alto corso e da est verso ovest nel basso corso, dove è circondato da terreni alluvionali. Tutto il distretto è compreso nel suo bacino idrografico, a parte la costa nord e la parte sud-orientale, e tutti gli altri fiumi principali sono suoi affluenti. Il fiume Alva attraversa la zona orientale del distretto, da est a ovest, così come il fiume Ceira, un po' più a sud. Il fiume Corvo, a sua volta, scorre da sud a nord, sboccando nel ondego presso Coimbra; lo stesso fanno i fiumi Soure, a occidente, e Carnide, ancora più a ovest. Tutti questi fiumi sono affluenti di sinistra del Mondego, che praticamente non ha affluenti di destra nel distretto di Coimbra. L'unica eccezione è un piccolo fiume che nasce nel Buçaco, il Botão. Nel sud-est del distretto, il torrente Pampilhosa è affluente di destra del fiume Zêzere, e la sua valle, pertanto, appartiene al bacino del Tago (Tejo). Lo Zêzere stesso fa da confine con il distretto di Castelo Branco.
Sul Mondego c'è una grande diga, la diga di Aguieira, che fa da confine con il distretto di Viseu, e un'altra, più piccola, la diga della Raiva. Sull'Alva troviamo la diga del Rei de Moinhos e la diga di Fronhas. Il Ceira è controllato dalla diga dell'Alto de Ceira e dalla diga di Monte Redondo. E, per completare la lista di dighe, la diga di Santa Luzia controlla il torrente Pampilhosa e l'invaso della diga del Cabril, sul fiume Zêzere, appartiene in parte al distretto di Coimbra.
La costa è in generale sabbiosa e bassa, a eccezione del capo Mondego. A nord si estendono dune, che si prolungano per vari chilometri nell'interno e comprendono piccole lagune. La porzione più settentrionale del litorale del distretto, nel comune di Mira, fa già parte del sistema lagunare della ria de Aveiro, e quasi tutto il nord-ovest del distretto appartiene al bacino idrografico ria de Aveiro - fiume Vouga.